# بنغوران
بنغوران (بالإنجليزية: Bunguran)‏ هو أرخبيل صغير في إندونيسيا، يقع في بحر الصين الجنوبي.